# Potentilla pacifica
Argentina pacifica là loài thực vật có hoa trong họ Hoa hồng. Loài này được Howell miêu tả khoa học đầu tiên năm 1898.